# Phymata granulosa
Phymata granulosa är en insektsart som beskrevs av Anton Handlirsch 1897. Phymata granulosa ingår i släktet Phymata och familjen rovskinnbaggar.

## Underarter
Arten delas in i följande underarter:
- P. g. granulosa
- P. g. texasana